# Dorogomilovskaja (stanice metra v Moskvě)
Dorogomilovskaja rusky Дорогомиловская (dřívější názvy: rusky Конюшковская, Koňuškovskaja, Кутузовский проспект Kutuzovskij prospekt) je projektovaná stanice Kalininsko-Solncevské linky.
Stanice by měla být otevřena po roce 2020.

## Výstavba
Na náměstí Tarase Ševčenka byl demontován památník. V červnu 2012 začaly na povrchu v místě budoucí stanice přípravné práce a v podzemí probíhal geologický průzkum. Podle dřívějších odhadů měla být stanice otevřena koncem roku 2015, ale později se ukázalo, že takové plány byly spíše předběžnými odhady. Složitá výstavba ražené stanice a vysoké náklady na její vybudování způsobily odklad zahájení stavebních prací, které začaly až v roce 2015. Pro dělníky byly v červnu 2014 na náměstí Ukrajinského bulváru postaveny dvoupatrové ubytovací buňky, objevila se technika, byly dokončeny terénní úpravy, avšak budovaly se slepé koleje za stanicí Dělovoj centr.

## Architektura
V plánu je vybudovat stanici podle typového projektu ve zlatočerném barevném ladění s jedním podzemním vestibulem.

## Budoucnost
Ve stadiu úvah je výstavba stanice Rossijskaja na Kolcevské lince, která bude přestupní na tuto stanici.